# هواپیمای شفق
جنگنده شفق هواپیمایی آموزشی از نوع رادار گریز و سبک حمله به زمین بود که توسط دانشگاه مالک اشتر و به کمک مهندسان روسی طراحی شد و در آن از مواد جاذب رادار استفاده شده‌است. بعد از آن اعلام شد که اولین پرواز آزمایشی این هواپیما در سال ۱۳۸۳ انجام خواهد شد. اما در سال ۱۳۸۴ پرواز آزمایشی هواپیما به سال ۱۳۸۷ معوق شد. پس از این تاریخ نیز به دلیل تحریم‌ها و بازگشت مهندسان روسی این پروژه لغو شد.
این هواپیما از نظر ظاهری مشابه یک جنگنده سبک و آموزشی است که در اواخر جنگ سرد شورای طراحی میکویان آن را طراحی کرده بود.

## تاریخچه
اولین معرفی شفق در سال ۲۰۰۲ و در نمایشگاه صنایع هوایی ایران اتفاق افتاد. در آن نمایشگاه یک نمونه از این هواپیما در ابعاد واقعی به نمایش گذاشته شد. در سال ۲۰۰۴ تلویزیون جمهوری اسلامی ایران فیلمی از یک نمونه در اندازه واقعی از این هواپیما نشان داد. در این فیلم شفیقه بفارین به عنوان سرمهندس تیم طراحی هواپیما معرفی شد.

## طراحی و گسترش
شفق در اصل به عنوان یک جت آموزشی سبک طراحی شد و بعدها تصمیم به ساخت نوع جنگنده آن گرفته شد.
پروژه طراحی شفق یک پروژه ترکیبی از فناوری روسی-ایرانی است که در ابتدا با کمک یک شرکت هواپیماسازی روسیه و به نام انتگرال (Integral) آغاز شد ولی بعدها روسیه به علت فشار آمریکا از آن کناره‌گیری کرد. در زمان همکاری ایران و روسیه، ۲۰ کارشناس طراحی از کارخانجات سوخو و میکویان به ایران عزیمت کرده‌بودند و با تیم ایرانی مشارکت داشتند. پروژه شفق توسّط وزارت دفاع و پشتیبانی نیروهای مسلح جمهوری اسلامی ایران سرمایه‌گذاری شده و به‌وسیله مجتمع دانشگاهی هوایی (به انگلیسی: Aviation University Complex) که زیرمجموعه‌ای از دانشگاه مالک اشتر است، طراحی شده‌است.